# Гонганалица
Гонгана́лица (карел. Honganual) — деревня в составе Крошнозерского сельского поселения Пряжинского национального района Республики Карелия.

## Общие сведения
Расположена на северо-западном берегу озера Крошнозеро.
В деревне находится памятник архитектуры — деревянная часовня Власия (XIX век).

## Население
| 2002 | 2010 | 2013 |
| ---- | ---- | ---- |
| 18   | ↘13  | →13  |